# Aftab Ahmad Khan Sherpao

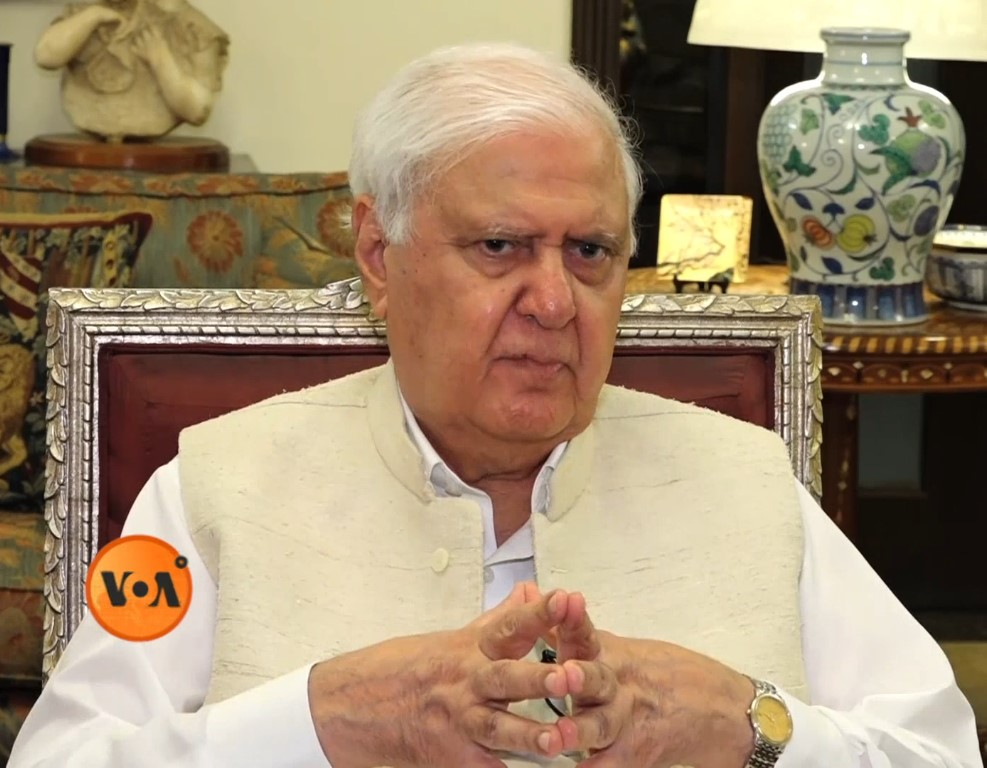
Aftab Ahmad Khan Sherpao (2020)

Aftab Ahmad Khan Sherpao (* 20. August 1944 in Provinz Khyber Pakhtunkhwa) war von 2004 bis 2007 der Innenminister Pakistans und Vorsitzender der QWP.

## Leben
Sherpao besuchte das Edwardes College in Peschawar und erreichte in seiner zwölfjährigen militärischen Laufbahn den Offiziersrang des Majors. Nach der Ermordung seines älteren Bruders Hayat Muhammad Khan Sherpao durch eine Explosion 1975, betrat Aftab Ahmad Khan Sherpao die politische Bühne.
Der damalige Premierminister Pakistans, Zulfiqar Ali Bhutto, forderte ihn auf, seine Militärlaufbahn früh zu beenden und machte ihn kurz darauf zum Vizepräsidenten der Pakistanischen Volkspartei auf Provinzebene. Nach dem Tod seines politischen Mentors Zulfiqar Ali Bhutto, hat er ohne Einschränkung dessen Tochter Benazir Bhutto und ihren Kampf gegen die Militärdiktatur des Generals Zia-ul-Haq unterstützt. Er war eine entscheidende Figur des Movement for Restoration of Democracy (MRD).
Bei den Wahlen zu einer Provinzversammlung 1988 setzte er sich für die Niederlage der Pakistan Muslim League (PML) ein, die vom Establishment unterstützt wurde, und wurde Ministerpräsident der Provinz. Er nahm eine stark nationalistische Linie ein, um die nationalistische Kräfte, die seiner Partei feindlich gegenüberstanden, zu beruhigen und erweiterte seine Basis um die Hochburgen der nationalistischen Kräfte. Er wurde 1994 zum Ministerpräsidenten der Nordwestprovinz gewählt. In den 1990er Jahren entwickelte er jedoch größere Differenzen zu Benazir Bhutto. Es entstand eine Gruppierung in seiner Partei, die PPP (Sherpao). Er floh 2002 nach Großbritannien, als Vorwürfe der Korruption gegen ihn erhoben wurden. Er kehrte nach den Wahlen von 2002 zurück und wurde, nachdem er ein Bündnis mit religiösen Parteien geschlossen hatte, in die Provinzversammlung und Nationalversammlung gewählt. Sein Nachfolger war Hamid Nawaz Khan.